# Casa dei Bambini
Una Casa dei Bambini ((EN)  Children's House) è un asilo in cui viene applicato un metodo educativo chiamato "metodo Montessori", sviluppato dalla pedagogista italiana Maria Montessori, che ha conosciuto ampia diffusione in Italia e all'estero. Le classi si compongono di spazi ed oggetti proporzionati per i fanciulli.

## Storia
La prima Casa dei Bambini nacque nel 1907 a Roma, nel quartiere San Lorenzo, dove Maria Montessori ebbe l'incarico da Edoardo Talamo, direttore dell'Istituto dei Beni Stabili di Roma, di istituire degli asili per il quartiere degradato in questione. La creazione degli asili era parte dell'opera di riqualificazione dell'area, nella quale vivevano persone con lavori avventizi, se non disoccupati.
Il nome "Casa dei Bambini" sembra essere stato suggerito a Maria Montessori da Olga Ossani, moglie del giornalista Luigi Lodi, che assieme a Montessori era stata delegata per l'Italia al Congresso internazionale delle Donne a Londra nel 1899.
Per la prima volta, Montessori ebbe la possibilità di utilizzare i metodi educativi da lei utilizzati e migliorati per i bambini affetti da ritardo mentale anche su bambini "normali"; lavorando in una clinica psichiatrica, aveva infatti compreso da pochi anni che quei metodi erano più razionali dei metodi allora in uso nelle scuole tradizionali e potevano essere applicati anche nelle normali scuole.
Il titolo che fu dato a questi speciali asili fu in seguito utilizzato da Maria Montessori per indicare tutti gli asili che utilizzavano correttamente il suo metodo educativo.